# 익스트림 메탈
익스트림 메탈(Extreme Metal)은 극단적인 헤비 메탈을 지칭하는 말인데, 단지 그 경향만을 나타낼뿐 음악적으로 명확한 기준이 존재하지 않는다.

## 주요 장르
- 스래시 메탈
- 둠 메탈
- 데스 메탈
- 블랙 메탈